# Henry James O’Farrell

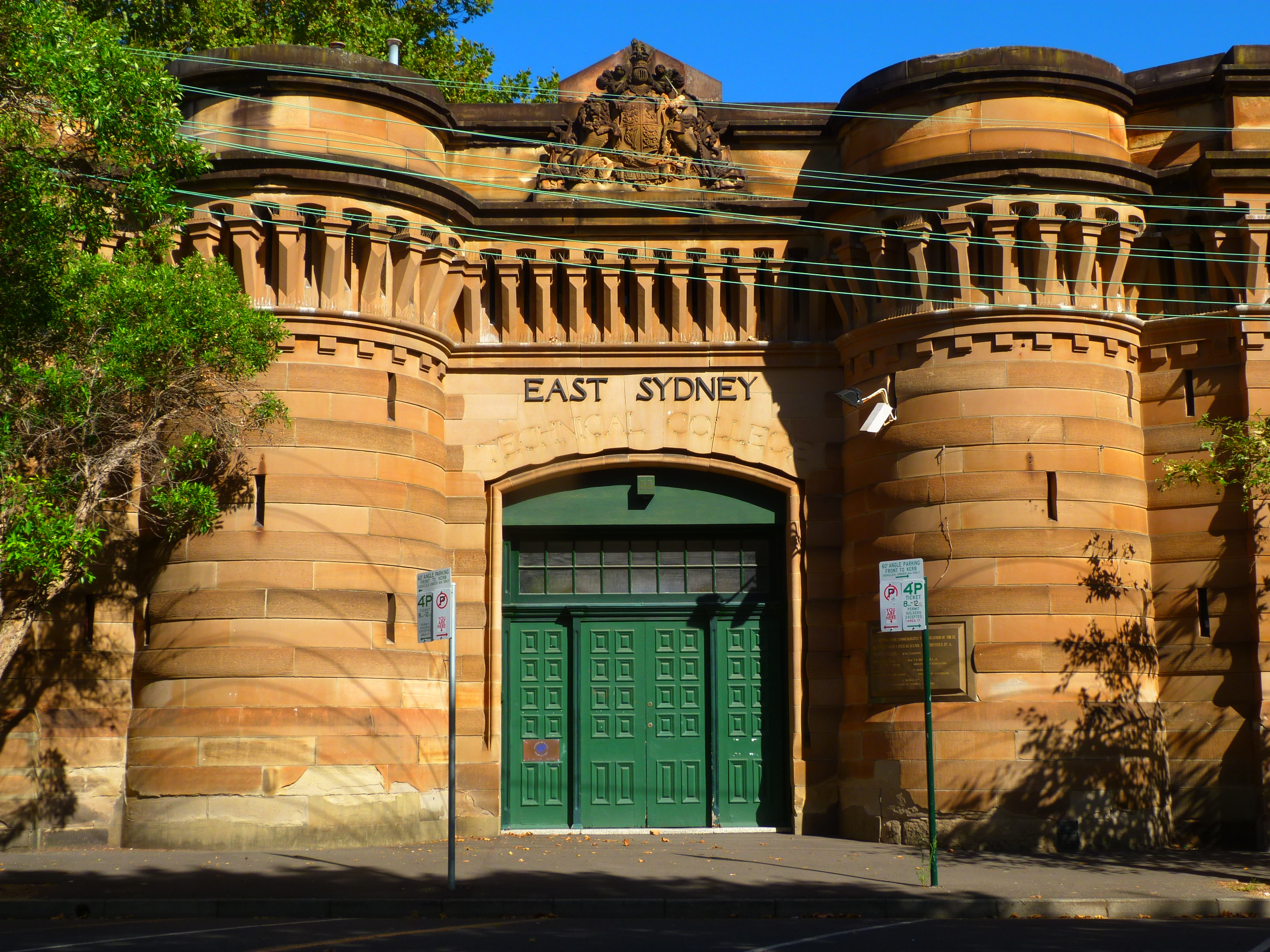
Dawne więzienie Darlinghurst, gdzie powieszono O’Farrella

Henry James O’Farrell (ur. 1833 w Dublinie - zm. 21 kwietnia 1868 w Sydney) – australijski drobny kupiec irlandzkiego pochodzenia, uznawany za autora pierwszej w historii Australii próby mordu politycznego, którego usiłował dokonać 12 marca 1868 na księciu Alfredzie, jednym z synów królowej Wiktorii.

## Życiorys
Pochodził z rodziny niezamożnych Irlandczyków, jego ojciec był rzeźnikiem. Rodzina początkowo wyemigrowała z Irlandii do Liverpoolu, a następnie do Australii. Starszy brat O’Farrella został cenionym prawnikiem, prowadzącym kancelarie w Melbourne i Ballarat. On sam przez pewien czas pracował u brata, a później utrzymywał się ze straganu warzywnego, który prowadził na targowisku w Ballarat. Cierpiał na chorobę alkoholową, zaś w okresie bezpośrednio poprzedzającym zamach przebywał w zamkniętym zakładzie psychiatrycznym.

### Zamach
12 marca 1868, w czasie wizyty księcia Alfreda w Sydney, O’Farrell wmieszał się w tłum podczas publicznego pikniku z udziałem księcia, a gdy znalazł się dostatecznie blisko niego, wystrzelił z rewolweru w plecy Alfreda. Kula weszła w ciało księcia niedaleko rdzenia kręgowego i choć rana wyglądała groźnie, Alfred stosunkowo szybko powrócił do pełni sił. O’Farrell o mały włos nie został zlinczowany przez rozwścieczony tłum, jego życie w ostatniej chwili uratowali aresztujący go policjanci. Czyn O’Farrella został powszechnie odebrany w Nowej Południowej Walii jako powód do wstydu dla jej mieszkańców, dzień po zamachu w zgromadzeniu nazwanym „wiecem oburzonych” wzięło udział 20 tysięcy osób.

### Proces
Proces O’Farrella rozpoczął się 30 marca 1868 roku, jego obrońcą był renomowany australijski prawnik, były prokurator generalny Nowej Południowej Walii Butler Cole Aspinall. Początkowo O’Farrell podawał się za członka Bractwa Fenian, irlandzkiej emigracyjnej organizacji niepodległościowej związanej blisko z Irlandzkim Bractwem Republikańskim. Później przyznał, że nie jest członkiem tego ruchu, ale identyfikuje się z jego antyrojalistycznymi i antybrytyjskimi ideami. Jego obrońca starał się przedstawiać jego czyn jako związany z chorobą psychiczną.
Proces zakończył się wyrokiem skazującym na śmierć przez powieszenie. Na osobiste polecenie księcia Alfreda gubernator Nowej Południowej Walii, lord Belmore, zabiegał o odstąpienie od wykonania wyroku, lecz nie zgodził się na to rząd autonomiczny kolonii, pragnący zmazać skazę na jej honorze. Wyrok wykonano 21 kwietnia 1868 w więzieniu Darlinghurst Gaol w Sydney. W chwili egzekucji O’Farrell miał 35 lat.